# Спільний ринок

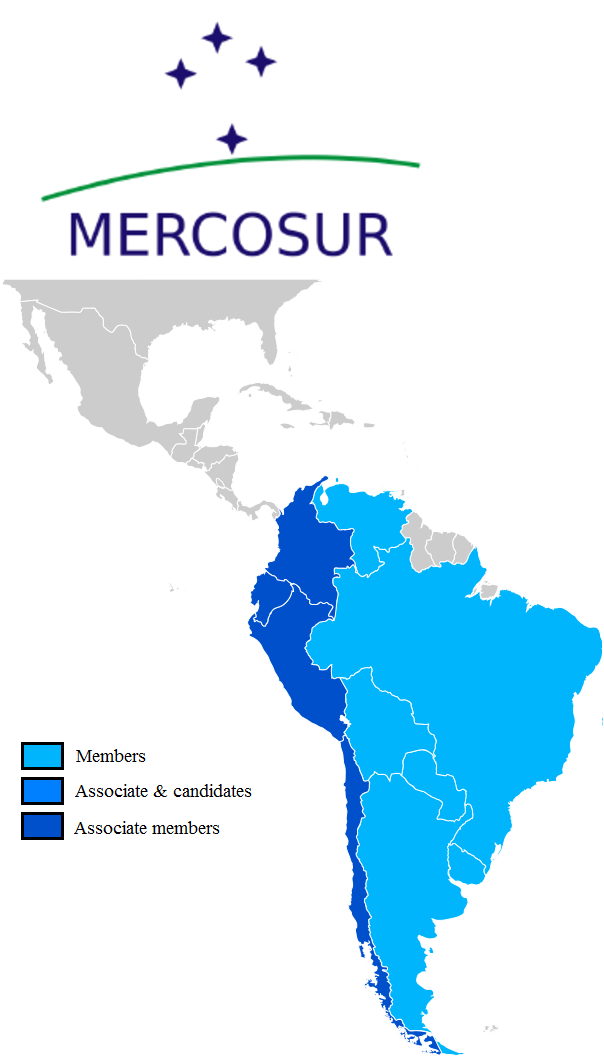
Спільний ринок: Меркосур

Спільний ринок — форма економічної інтеграції країн, що припускає вільне переміщення товарів, робіт і послуг, а також факторів виробництва — капіталів, трудових ресурсів — через кордони країн, що є членами спільного ринку.
Спільний ринок був одним з етапів інтеграційних процесів в Європі. Угода про спільний ринок було підписано шістьма країнами Європи (Західної Німеччиною, Францією, Італією, Бельгією, Нідерландами та Люксембургом) в Римі в 1957 році (Римський договір). Загальний ринок в Європі виник на основі позитивного досвіду дії Європейського об'єднання вугілля і сталі. Надалі в Європі поглиблення інтеграційних процесів призвело до створення Європейського економічного співтовариства (ЄЕС), а потім і Європейського союзу (ЄС).
Приклади спільного ринку:
- Андське співтовариство (англ. The Andean Community або ісп. Comunidad Andina, CAN);
- Європейська економічна зона (англ. European Economic Area, EEA), що об'єднує ЄС, Норвегію, Ісландію та Ліхтенштейн;
- Внутрішній ринок Європейського Союзу
- Загальний ринок Карибського співтовариства (англ. Caribbean Community single market, CARICOM);
- Центральноамериканський спільний ринок — торгово-економічний союз країн Центральної Америки;
- Південноамериканський спільний ринок — економічний союз країн Південної Америки;
- Єдиний економічний простір Білорусі, Казахстану, Росії.